# Velika Kruševica (miasto Kruševac)
Velika Kruševica (cyr. Велика Крушевица) – wieś w Serbii, w okręgu rasińskim, w mieście Kruševac. W 2011 roku liczyła 722 mieszkańców.